# 國際組織會旗列表
- 國際組織會旗附上縮寫。根據性能分為綜合性(一般政治性)和專門性(經濟、體育或科學)兩種。
- 關於國際組織分佈情形請參見國際組織。
- 其他旗幟請參見旗幟列表。

## 政治、經濟與社會組織
全球性國際組織為大多數國家參與的組織，或是具全球性的政治、經濟與社會組織。例如聯合國、機構、紅十字會等等都是這樣子的
特定性質國際組織比起全球性國際組織，其參與範圍比較小，大多是具有特定相同性質的國家參與。例如同樣是石油出產國的石油輸出國組織；同樣是英殖民地後裔，與英國仍然存有關係的大英國協；跟超級大國存有政治、經濟或是軍事聯盟的東南亞公約組織、共產國際等等；或是同樣是不受國際社會承認的國家或政治實體組成的非聯合國會員國家及民族組織等等。
比特定性質國際組織更小，更區域性的就是區域性國際組織。例如歐洲聯盟、東南亞國協、非洲聯盟等等。有些組織其成員國是以社會制度、意識形態或是軍事戰略關係分野，但是其範圍仍有固定的區域性。例如以泛大西洋，以北美洲與歐洲為主的北約；以泛太平洋，包含東亞、北美、南美與大洋洲的亞太經合會；或是涵蓋歐亞，屬於前蘇聯各國的獨立國家國協。

### 全球性
|  | 旗帜学协会国际联盟 FIAV                |  | 國際原子能機構 IAEA                |  | 國際刑事法院 ICC         |
|  | 國際民防組織 ICDO                      |  | 國際刑警組織 ICPO or Interpol      |  | 國際移民組織 IOM         |
|  | 各國議會聯盟 Inter-Parliamentary Union |  | 國際聯盟（解散） League of Nations |  | 國際海道測量組織 IHO     |
|  | 禁止化學武器組織 OPCW                  |  | 聯合國 UN                          |  | 世界貿易組織（世貿） WTO |
|  | 世界旅遊組織 UNWTO                     |  |                                    |  |                          |

|  | 红十字会与红新月会国际联合会 IFRC |  | 红十字国际委员会 ICRC |

| 紅十字旗 | 紅新月旗 | 紅水晶旗 | 紅大衛之星旗 （未通過） | 紅獅與太陽旗 （伊朗曾用，已廢除） |

### 特定性質
|  | CN                                 |  | CPLP                                  |  |                                 |
|  | 伊斯蘭會議組織 OIC                 |  | 石油輸出國組織（歐佩克） OPEC         |  | 阿拉伯国家联盟（阿盟）          |
|  | 七十七國集團                       |  | 不結盟運動 NAM                        |  | 非聯合國會員國家及民族組織 UNPO |
|  | 非洲、加勒比海及太平洋地區國家 ACP |  | 經濟合作發展組織 OECD                 |  | 東南亞條約組織 SEATO（廢除）    |
|  | 共產國際 （廢除）                  |  | 经济互助委员会（經互會） CMEA（廢除） |  | 地中海聯盟 UfM                  |

### 區域性

#### 亞洲區域
|  | ASEAN                        |  | SAARC         |  | 亞洲合作對話 ACD           |
|  | 海灣阿拉伯國家合作委員會 GCC |  | 科倫坡計劃 CP |  | 中部公約組織（解散） CENTO |

#### 歐亞區域
|  | （） CIS                  |  | 集體安全條約組織 CSTO |  | 上海合作组织 SCO       |
|  | 突厥語國家合作委員會 CCTS |  | 歐亞經濟共同體 EAEC   |  | 俄白聯盟国 Union State |
|  | 古阿姆集團 GUAM           |  | 黑海經濟合作組織 BSEC |  |                        |

#### 歐洲區域
|  | 中歐自由貿易協定 CEFTA     |  | 歐洲聯盟（歐盟） EU         |  | 北歐理事會 Nordic Council    |
|  | 歐洲自由貿易協會 EFTA      |  | 多瑙河委員會 ICPDR          |  | 西歐聯盟 WEU（廢除）         |
|  | 萊茵河航運中央委員會 CCNR  |  | 歐洲煤鋼共同體 ECSC（廢除） |  | 歐洲委員會 Council of Europe |
|  | 比荷盧三國關稅同盟 Benelux |  |                             |  |                              |

#### 美洲區域
|  | 美洲国家组织 OAS     |  | 伊比利亞－美洲合作組織 SECIB |  | 南方共同市場 Mercosur |
|  | 中美洲議會 CAP       |  | 南美洲國家聯盟 UNASUR        |  | 加勒比共同體 CARICOM  |
|  | 安第斯國家共同體 CAN |  | 北美自由貿易協定 NAFTA       |  |                       |

#### 非洲區域
|  | 非洲聯盟（非盟） AU           |  | 西非國家經濟共同體 ECOWAS |  | 南部非洲發展組織 SADC |
|  | 政府間發展管理局 IGAD         |  | 阿拉伯馬格里布聯盟 AMU    |  | 东非共同体 EAC        |
|  | 東部和南部非洲共同市場 COMESA |  | 印度洋委員會 COI          |  |                       |

#### 太平洋區域
|  | （亞太經合會） APEC |  | 太平洋島國論壇 PIF |  | 太平洋共同體 SPC |

#### 大西洋區域
|  | 北大西洋公約組織（北約旗） NATO |  | 歐洲安全暨合作組織 OSCE |  | 南大西洋和平與合作區域 ZPCAS |

## 聯合國機構
聯合國機構由聯合國建立的國際組織、條約以及會議。除了獨立的組織外，聯合國的各機構還經常下設機構負責專門事務。本條目列出聯合國大會與聯合國經濟及社會理事會各機構的會旗。
大會機構

|  | 聯合國難民署 UNHCR |  | 聯合國兒童基金會 UNICEF |  | 世界糧食計畫組織 WFP |

經濟及社會理事會機構

|  | 聯合國糧食及農業組織 FAO                           |  | 國際民航組織 ICAO                     |  | 國際農業發展基金會 IFAD |
|  | 國際勞工組織 ILO                                   |  | 國際海事組織 IMO                      |  | 國際電信聯盟 ITU        |
|  | 聯合國教育科學文化組織 （聯合國教科文組織） UNESCO |  | 聯合國工業發展組織 （工發組織） UNIDO |  | 萬國郵政聯盟 UPU        |
|  | 世界海關組織 WCO                                   |  | 世界衛生組織（世衛） WHO              |  | 世界知識產權組織 WIPO   |
|  | 世界氣象組織 WMO                                   |  | 聯合國議會大會 UNPA                   |  |                         |

## 金融組織
|  | 國際復興開發銀行 （世界銀行） IBRD or World Bank |  | 國際貨幣基金組織 IMF  |  | BIS              |
|  | 亞洲開發銀行 ADB                                 |  | 歐洲復興開發銀行 EBRD |  | 美洲開發銀行 IDB |
|  | 伊斯蘭開發銀行 IDB                               |  |                       |  |                  |

## 運動組織
|  | CLG                                   |  | 國際足球協會 FIFA                     |  | 國際澳大利亞橄欖球委員會 IAFC |
|  | 奧林匹克運動會 （國際奧委會主辦） IOC |  | 奧林匹克運動會 （國際殘奧會主辦） IPC |  | 世界運動會 World Games        |
|  | 泛美運動會 ODEPA                      |  | 地中海運動會 ICMG                     |  | 東南亞運動會 SAG              |

## 童軍組織
|  | 世界女童軍總會 WAGGGS |  | 世界童軍運動組織 WOSM |